# 中山家親
中山 家親 （なかやま いえちか）は、鎌倉時代中期から後期にかけての公卿。非参議・中山基雅の子。官位は従二位・参議。中山家5代。

## 経歴
亀山朝の弘長3年（1263年）叙爵。右兵衛権佐、右近衛少将、左近衛少将、左近衛中将、蔵人頭を経て、延慶2年（1309年）従三位・参議に任ぜられ、公卿に列する。翌延慶3年（1310年）に参議を辞した後は、正和元年（1312年）正三位、正和3年（1314年）従二位・宮内卿と昇進し、文保元年（1317年）出家。法名は覚如。出家後の消息は不明。

## 官歴
『公卿補任』による
- 弘長3年（1263年） 正月6日：叙爵（従五位下）
- 建治元年（1275年） 12月26日：侍従
- 建治2年（1276年） 正月23日：右兵衛権佐
- 建治3年（1277年） 正月5日：従五位上。10月23日：右近衛少将
- 弘安3年（1280年） 正月5日：正五位下
- 弘安6年（1283年） 正月5日：従四位下
- 弘安7年（1284年） 10月27日：左近衛少将。月日不明：従四位上
- 正応2年（1289年） 6月2日：転左近衛中将。10月14日：正四位下
- 正安2年（1300年） 12月22日：補蔵人頭
- 正安3年（1301年） 正月23日：止蔵人頭
- 徳治2年（1307年） 4月3日：辞中将
- 延慶元年（1308年） 12月10日：還補蔵人頭・左中将
- 延慶2年（1309年） 3月23日：参議。9月26日：従三位
- 延慶3年（1310年） 12月11日：辞参議
- 正和元年（1312年） 12月30日：正三位
- 正和3年（1314年） 8月11日：宮内卿。11月19日：従二位
- 文保元年（1317年） 5月4日：出家（法名覚如）

## 系譜
- 父：中山基雅
- 母：姉小路実世の娘[3]
- 生母不明の子女
  - 男子：中山定宗（1317 - 1371）[3][2]
  - 男子：中山家宗[3]